# Église Saint-Brice de Tournai
L’église Saint-Brice est un édifice religieux catholique sis à Tournai, en Belgique.  Construite au XIIe siècle en style roman l'église est une des plus anciennes églises-halle. Dédiée à saint Brice de Tours l’église est lieu de culte de la paroisse catholique.

## Histoire

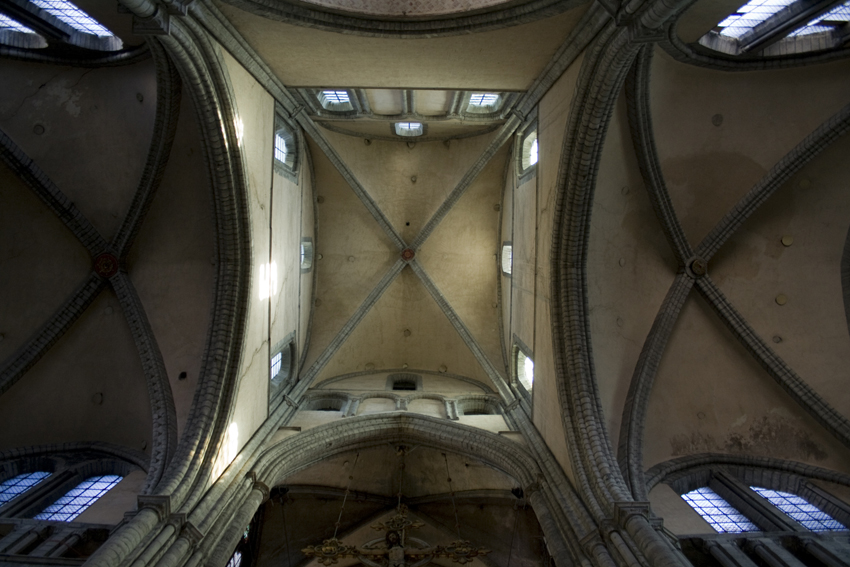
voûtes d'ogive dans le chœur l'Église Saint-Brice

L'église a été construite dans le dernier quart du XIIe siècle. Au début du XIIIe siècle, le chœur roman a été remplacé par un chœur  gothique avec des voûtes d'ogives. La tour de l'horloge a été ajoutée au XVe siècle. Il a servi de beffroi sur la rive droite avant que cette partie de la ville était intégrée à Tournai même.
Lorsqu'un presbytère fut construit à côté de l'église, une fabuleuse trouvaille fut faite en 1653: la tombe intacte du roi mérovingien Childéric Ier fut découverte.
En raison de sa proximité avec la gare, l'église a beaucoup souffert pendant la Seconde Guerre mondiale. L'intérieur en particulier a été irrémédiablement endommagé lors des raids aériens allemands. Les travaux de restauration ont duré jusqu'en 1954.

## Description
L'église à trois nefs est de type basilical . Elle est principalement romane, mais a également des éléments gothiques. Le clocher est relié par un haut navire à la tour lanterne . Côté chœur, les trois nefs sont d'égale hauteur.
Au-dessous de l'autel central se trouve une crypte romane du XIIe siècle. L'intérieur a un plafond en bois.

## Patrimoine
- Un tableau de Gaspar de Crayer montre l'archiduchesse Isabelle d'Espagne, qui donne ses bijoux à la basilique Saint - Martin à Hal.
- Le sculpteur George Grard a réalisé l'autel, la porte du tabernacle et fonts baptismaux en bronze avec pour motif Adam et Eve en 1966-71.
- Des meubles, des lustres et des statues de saints furent réalisés par l'artiste tournaisienne Nelly Mercier

## Orgue
L'église Saint-Brice est dotée d'un orgue d'esthétique néo-classique construit en 1962 par la Maison Delmotte de Tournai. Cet instrument remplace l'orgue de Pierre Schyven, détruit lors du bombardement de mai 1940.
Durant les années 1970 à 1990, le nouvel instrument s'est prêté à de nombreux concerts, avec des organistes tels Pierre Cochereau, Rolande Falcinelli, Lionel Rogg, Tom Koopman, Bernard Foccroulle, Jeanne Joulain, Anne-Marie Barat, Stéphane Detournay, Henri Barbier. 
Il est actuellement muet.